# Joseph Chhmar Salas
Joseph Chhmar Salas (ur. 21 października 1937 w Preah Meada, zm. we wrześniu 1977 w Taing Kok) – khmerski duchowny katolicki, biskup, wikariusz apostolski Phnom Penh, ofiara prześladowań komunistycznych.

## Biografia

### Młodość i prezbiteriat
Urodził się 21 października 1937 w Preah Meada w Indochinach Francuskich. Studia przygotowujące do kapłaństwa odbył Kambodży i w Paryżu. 24 czerwca 1964 przyjął święcenia prezbiteriatu i został kapłanem wikariatu apostolskiego Phnom Penh, a po jego podziale w 1968 prefektury apostolskiej Bătdâmbâng. Następnie wyjechał do Francji na dalsze studia.
W 1975, mimo iż zdawał sobie sprawę z niebezpieczeństwa, powrócił do Kambodży na wezwanie wikariusza apostolskiego Phnom Penh bpa Yves Ramousse MEP. Francuz Ramousse, spodziewając się wydalania z Kambodży obcokrajowców, postanowił wyświęcić na biskupa miejscowego księdza, aby w razie swojego wyjazdu nie pozostawić wiernych bez biskupa.

### Episkopat i śmierć
6 kwietnia 1975 papież Paweł VI mianował ks. Josepha Chhmara Salasa biskupem tytularnym Sigusu i koadiutorem wikariusza apostolskiego Phnom Penh. Sakrę biskupią przyjął 8 dni później z rąk bpa Yves Ramousse, któremu asystował ks. André Lesouëf prefekt apostolski Kompong Cham. Wydarzenie to miało miejsce na trzy dni przed zajęciem stolicy przez Czerwonych Khmerów, a w trakcie ceremonii słychać było odgłosy bombardowania miasta. Bp Joseph Chhmar Salas był pierwszym Khmerem, który został biskupem.
Zgodnie z przypuszczeniami po objęciu władzy przez komunistów bp Yves-Georges-René Ramousse został wydalony z kraju. Bp Joseph Chhmar Salas wkrótce został zesłany wraz z innymi mieszkańcami stolicy do wyczerpującej pracy na polach ryżowych w prowincji Kâmpóng Thum, gdzie socjaliści narzucili nierealne normy produkcyjne. 30 kwietnia 1976 bp Yves-Georges-René Ramousse nie widząc możliwości powrotu do Kambodży, zrezygnował z katedry w Phnom Penh. Tym samym bp Joseph Chhmar Salas został wikariuszem apostolskim Phnom Penh. Cały okres sprawowania tego urzędu spędził pracując na polach ryżowych, nie mając tym samym realnej władzy w swoim wikariacie apostolskim. Pełnił jednak posługę duchową odprawiając potajemnie msze święte w łagrowym baraku i opiekując się chorymi.
We wrześniu 1977, na miesiąc przed 40 urodzinami, bp Joseph Chhmar Salas zmarł we wsi Taing Kok z powodu głodu i wyczerpania. Jego następcę na stanowisku wikariusza apostolskiego Phnom Penh udało się mianować dopiero 15 lat później.
W 2015 rozpoczął się proces beatyfikacyjny bpa Josepha Chhmara Salasa oraz 34 innych kambodżańskich męczenników.